# Guaimbê
Guaimbê este un oraș în São Paulo (SP), Brazilia.